# Sperberhaier Damm

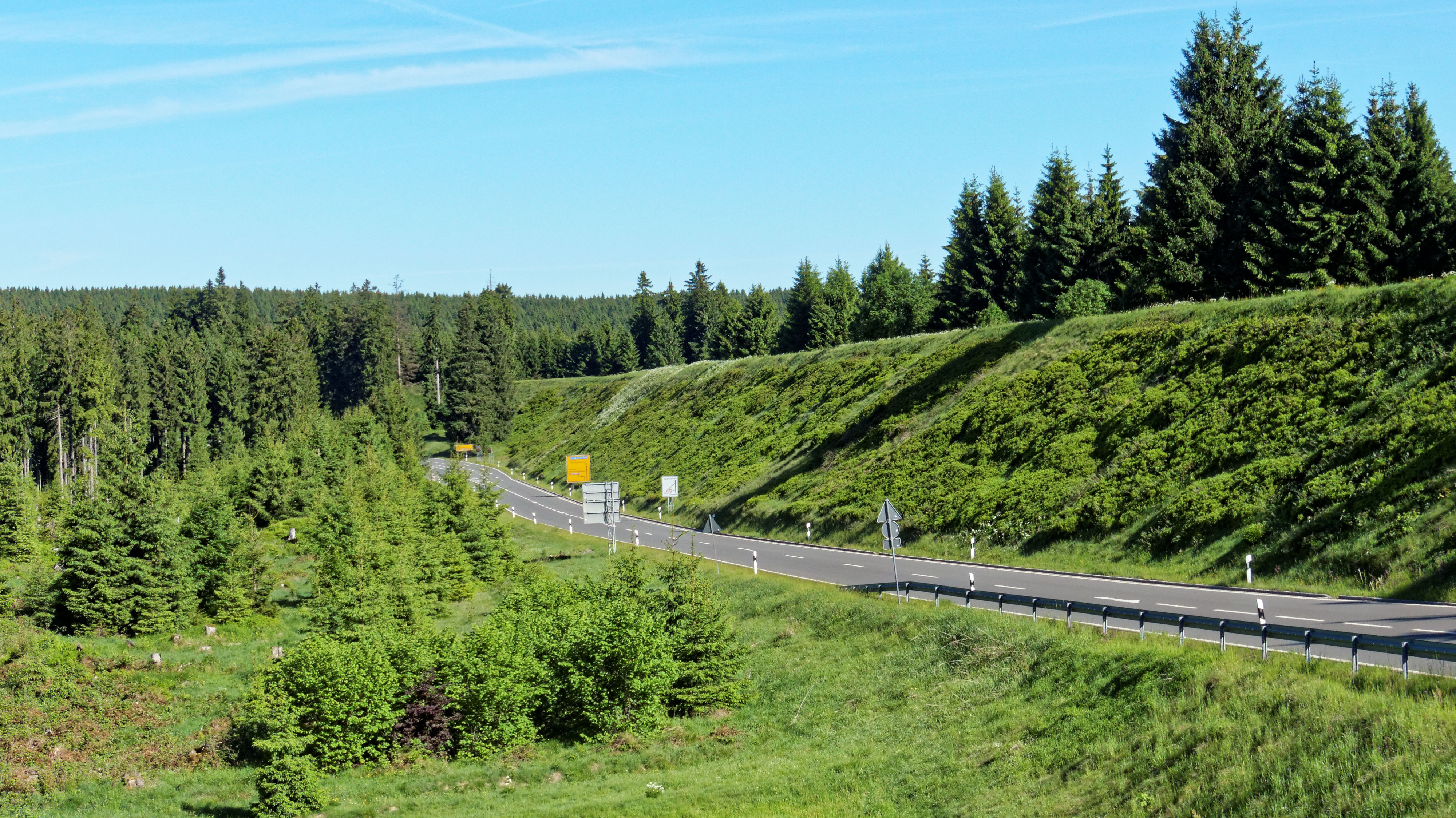
Blick von Osten auf den Sperberhaier Damm

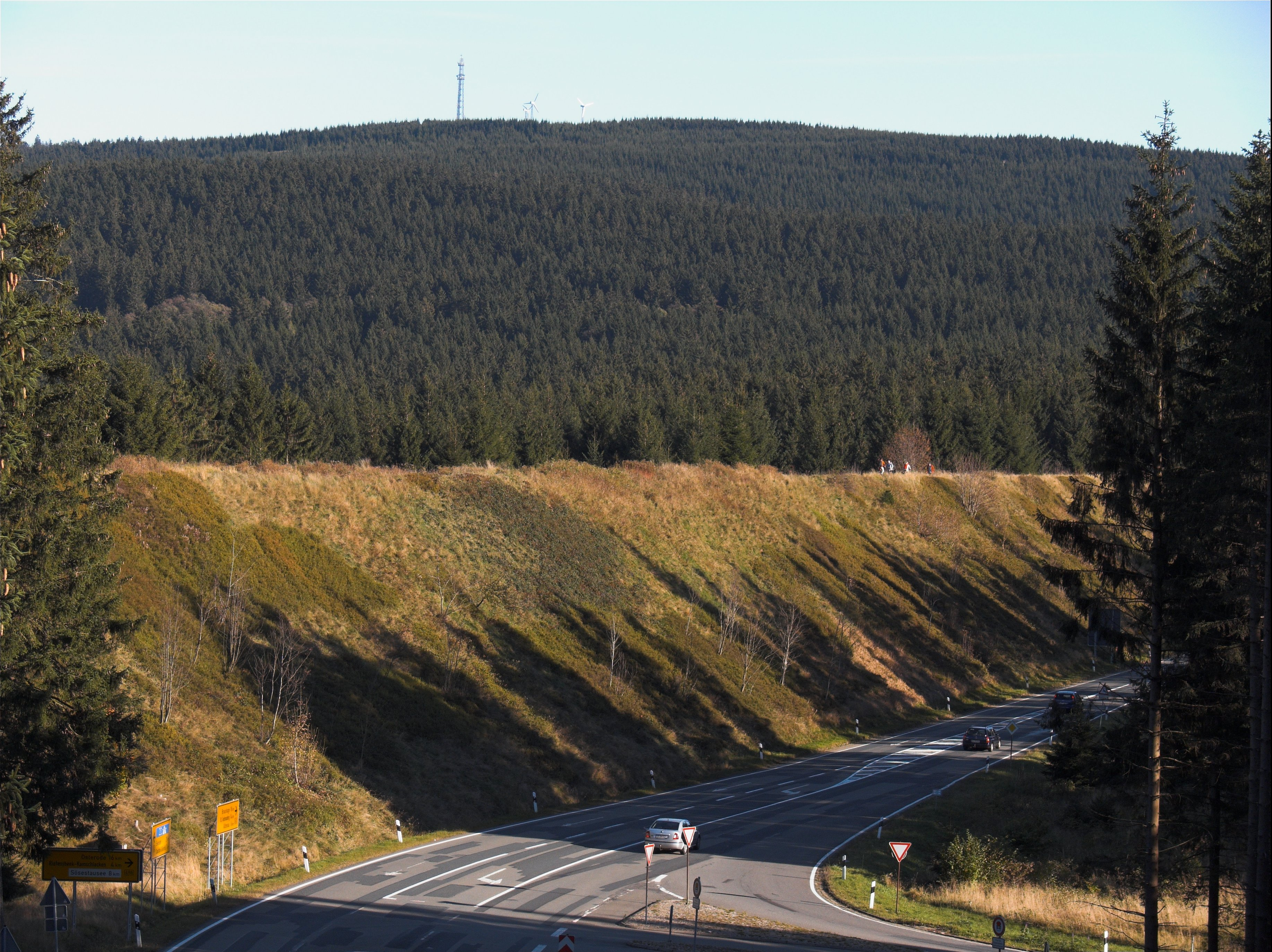
Blick von Westen auf den Mittelteil des Damms. Im Hintergrund der Acker-Höhenzug mit den Windrädern und dem Fernmeldeturm an der Stieglitzecke

Der Sperberhaier Damm ist ein Aquädukt des Oberharzer Wasserregals. Er wurde im 18. Jahrhundert angelegt und diente dazu, das Wasser des Dammgrabens über die Senke des Sperberhaies auf die Clausthaler Hochebene zu leiten. Damit sollte der stark steigende Bedarf an Kraftwasser für die Wasserräder der Clausthaler Bergwerke gedeckt werden. Das Wasser floss in einem Gerenne auf der Dammkrone. Die hydraulische Leistung betrug zu Spitzenzeiten bis zu 1000 Liter pro Sekunde. Eine offene Rinne ist heute nur noch am westlichen Ende sichtbar.
Unmittelbar südlich des Sperberhaier Damms verläuft die B 242. Etwa in der Mitte des Dammes mündet die B 498 in die B 242 ein. Beide Bundesstraßen verlaufen dann gemeinsam bis zum östlichen Ende des Dammes, wo dann die B 498 Richtung Altenau abbiegt.
Wie alle Bauwerke des Oberharzer Wasserregals gehört auch der Sperberhaier Damm seit 2010 zum UNESCO-Weltkulturerbe.

## Geschichte

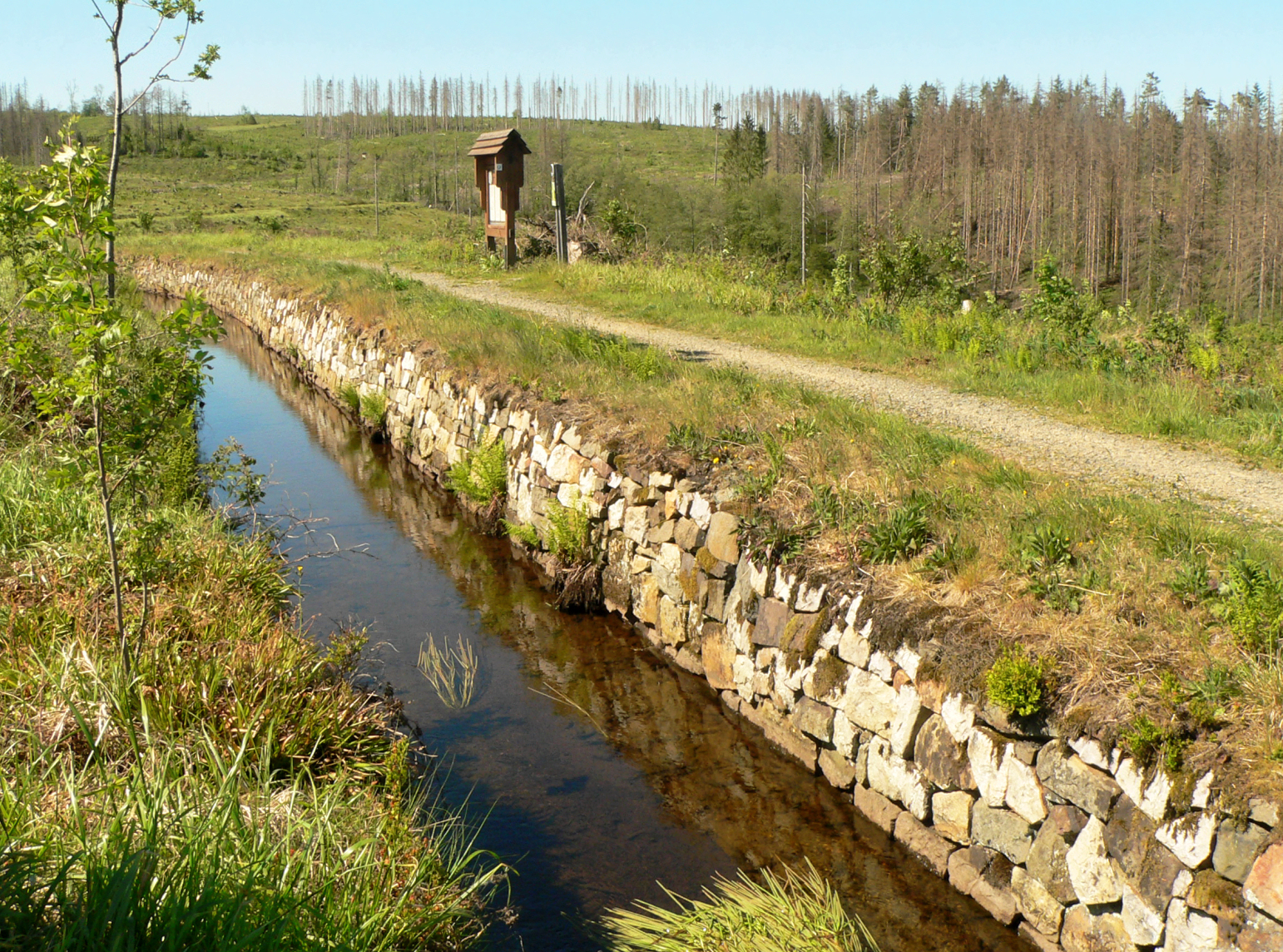
Auf dem westlichen Ende des Damms

Nach den Überlieferungen war bereits 1656 geplant, Wasser vom Bruchberg auf die Clausthaler Hochebene und dort vor allem in den Oberen Hausherzberger Teich zu leiten. Seinerzeit begann man auch mit dem Bau des Langen Grabens, der vom Oberen Hausherzberger Teich aus mit der üblichen Steigung von weniger als 1 ‰ in Richtung Bruchberg angelegt wurde. Offensichtlich bemerkte man erst während der Bauarbeiten bzw. während der parallel dazu stattfindenden Vermessung, dass sich zwischen dem Bruchberg und der Clausthaler Hochebene ein Sattel befand, der mit dieser Technik nicht überwunden werden konnte. Bereits damals kam schnell die Idee auf, diese Senke mit einem 23 m hohen und über 2 km langen Damm, auf dem dann der Graben geführt wird, zu überwinden. Dieser Damm hatte aber so gewaltige Ausmaße, dass seine Verwirklichung unmöglich erschien.
Die anschließende Diskussion über technische Alternativen zog sich über nahezu 100 Jahre hin. Das Hindernis hätte auch mit einem Holzgefluder überbrückt werden können, doch wusste man, dass diese schnell verwitterten und außerdem war Holz seinerzeit aufgrund des gewaltigen Holzbedarfes der Berg- und Hüttenwerke ein extrem knappes Gut. Auch über einen Düker, also eine Rohrleitung wurde diskutiert, doch hatte man bis dahin nur Erfahrungen mit Rohren bis zu etwa 50 mm Durchmesser und wusste nicht, wie man eine Rohrleitung mit einer Leistungsfähigkeit von etwa 100 Liter pro Sekunde dimensionieren sollte. Als Experiment wäre das Projekt entschieden zu teuer gewesen.
Über die Alternative, ein Aquädukt als Steinbrücke zu konstruieren, wurde nie diskutiert. Vermutlich wusste man, dass es mit der Altväterbrücke in Freiberg schlechte Erfahrungen bei einem vergleichbaren Bauwerk gegeben hatte. Unter den mitteleuropäischen Witterungsbedingungen mit Frost haben sich römische Bauarten nicht sonderlich bewährt.
In den 1720er Jahren verschärfte sich der Wassermangel in den Clausthaler Bergwerken erheblich. Zu dieser Zeit schlug der Bergmeister Andreas Leopold Hartzig (1685–1761) vor, die knapp 8 km lange Strecke zwischen Sperberhai und Clausthal nur mit dem halben des sonst üblichen Gefälles zu überbrücken. Durch die Anlage eines neuen Grabens von Clausthal zum Sperberhai mit dem halben Gefälle erreichte man den Sperberhai auf etwa 7 m niedrigerem Niveau. Dadurch musste der Damm nur noch 16 m hoch aufgeschüttet werden und seine Dammkrone wurde nur noch 940 m lang. Ein derartiges Bauwerk wurde finanzierbar, wenn es auch immer noch einen gewaltigen Kraftakt kostete.
Die Umsetzung erfolgte in den Jahren 1732–1734. Im Mittel wurden 200–300 Arbeitskräfte eingesetzt, in Spitzenzeiten sogar 500 bis 600. Die Inbetriebnahme erfolgte im Juli 1734; im Oktober 1734 fand eine Art offizielle Einweihungsfeier in Anwesenheit des Berghauptmannes statt.

### Havarien und Optimierungen

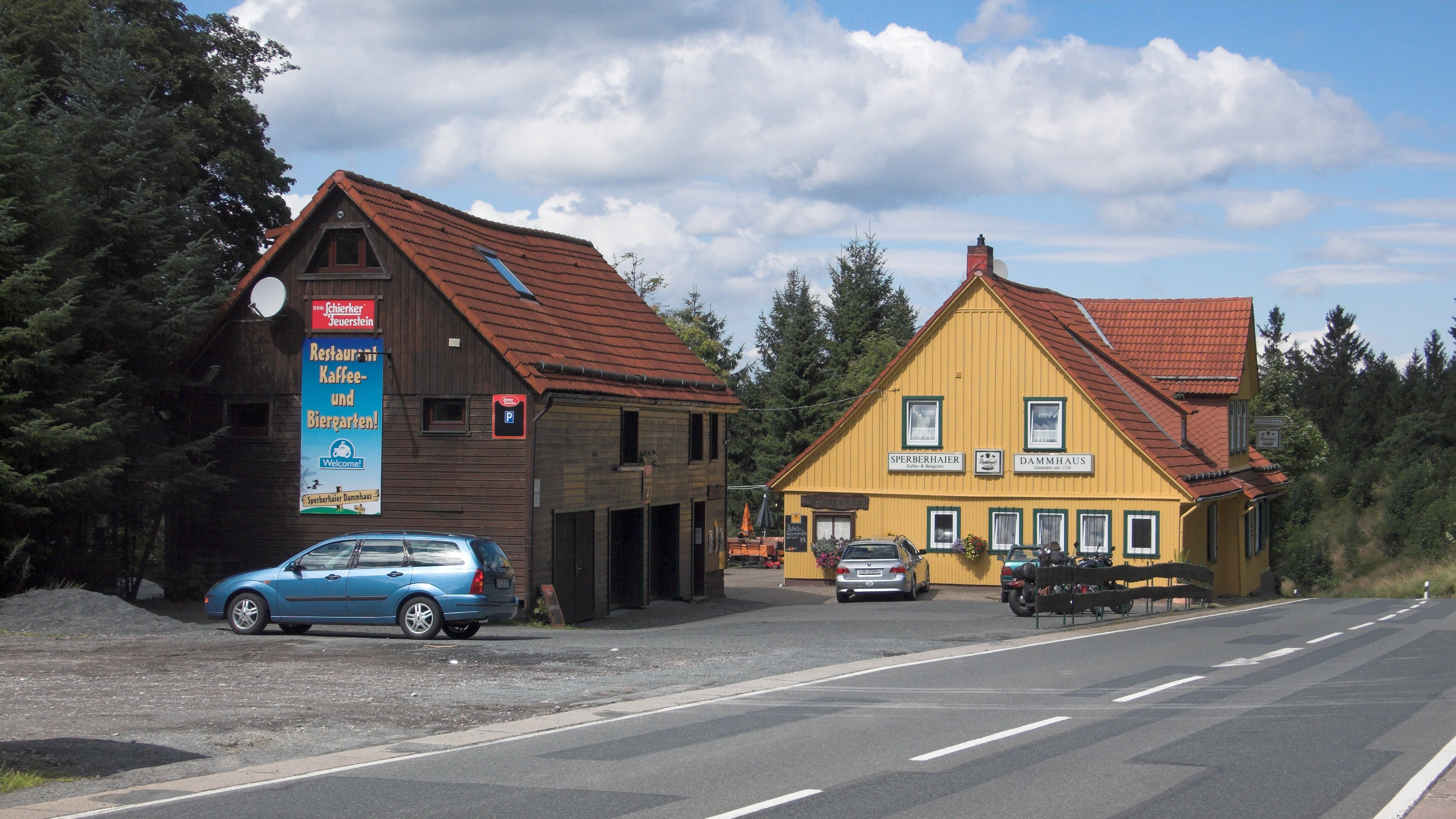
Dammhaus

Während der knapp 300 Betriebsjahre kam es mehrfach zu Havarien an dem gewaltigen, aber auch empfindlichen Bauwerk: Einerseits konnte die Versickerung größerer Mengen Wasser aus dem Graben in den Dammkörper Erosionen oder Grundbrüche hervorrufen; andererseits konnte bei Hochwasser der Graben auf der Dammkrone auch überlaufen und Ähnliches verursachen. In beiden Fällen wurden erhebliche Erdbewegungen erforderlich, um den Schaden zu beheben. Der erste Schaden dieser Art erfolgte noch im Einweihungsjahr 1734, der letzte im Jahre 1978.
Ursprünglich wird der Graben auf der Dammkrone in Trockenmauerwerk eingefasst gewesen sein; links und rechts und unter der Sohle mit Rasensoden oder Lehm eingedichtet. 1871 wurde dieser Graben durch ein Betongerenne von 2 m Breite und 1 m Höhe ersetzt; wahrscheinlich war dies einer der ersten größeren Einsätze von Portlandzement im Harz. Durch diese großzügige Abmessung konnte der Graben trotz des sehr geringen Gefälles (etwa 20 cm auf 900 m Länge) eine Wassermenge von bis zu 1000 Liter pro Sekunde über den Sperberhai führen. Die Havarie von 1978 erfolgte vermutlich aufgrund von Undichtigkeiten dieses Betongerennes, das infolge von Setzungen des Dammes Risse erhalten hatte.
1981 wurde der Sperberhaier Damm mit einem AZ-Rohr Durchmesser 500 mm verrohrt, um eine Wiederholung des Störfalles von 1978 ausschließen zu können. Dadurch verlor der Damm nicht nur seine große hydraulische Leistungsfähigkeit, sondern auch seinen Aquäduktcharakter.

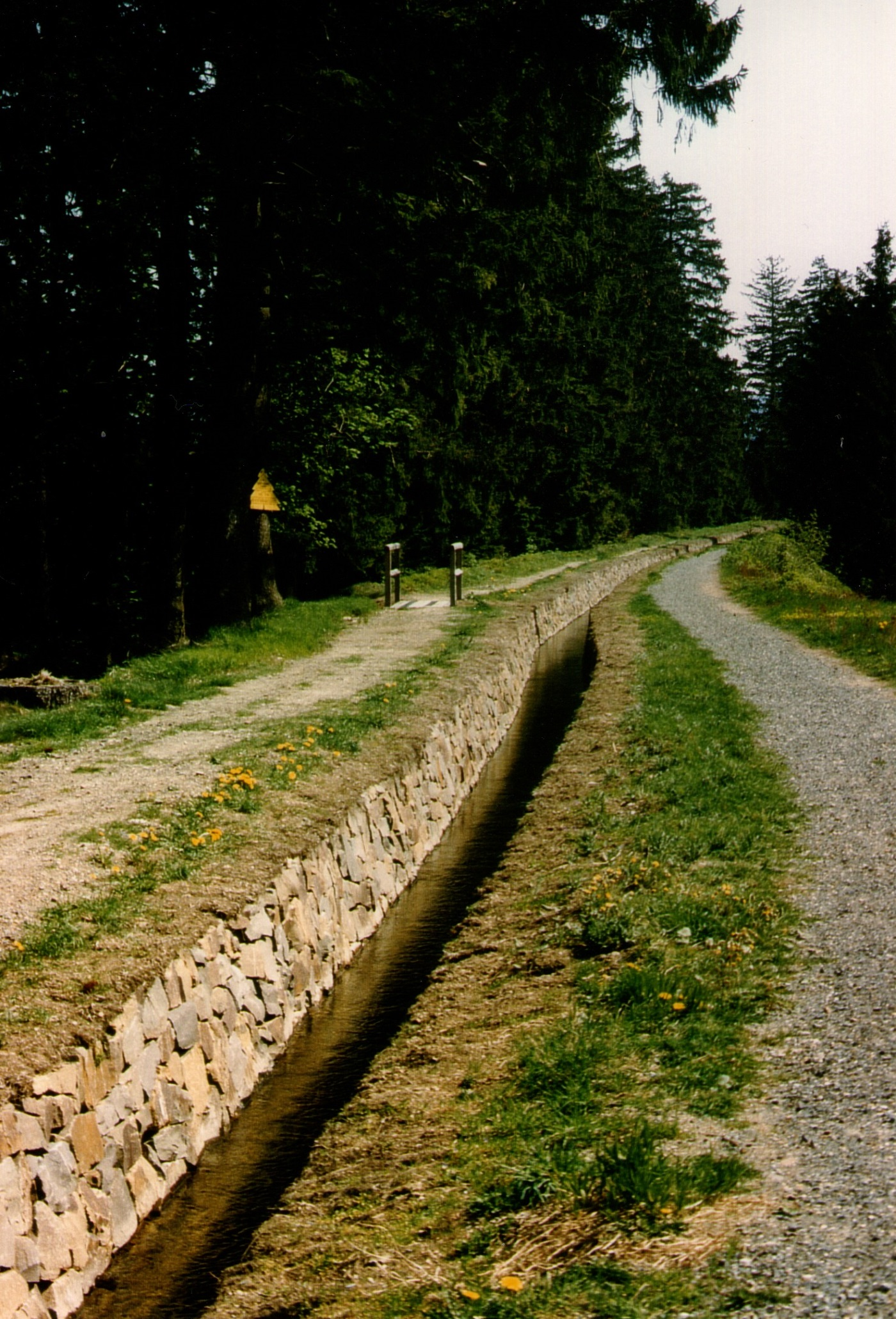
Dammgraben am Auslauf kurz nach der Wiederherstellung

Um den Aquäduktcharakter wiederherzustellen, haben die Harzwasserwerke 1992 auf den letzten 300 m des Sperberhaier Dammes die Verrohrung wieder rückgängig gemacht und in etwa die Art Graben wiederhergestellt, die vermutlich um 1734 das Wasser über den Damm führte.

## Sonstiges
Um einen Teil des Wassers in einige höher gelegene Oberharzer Teiche zu heben, wurde am Polsterberg (etwa 3 km westlich des Sperberhaier Dammes) das Polsterberger Hubhaus errichtet.
Am östlichen Ende des Dammes befindet sich das ehemalige Dammhaus. Es ist 1732 als Baubüro errichtet worden, war anschließend bis in die 1970er Jahre Unterkunft des zuständigen Grabenwärters und ist heute ein gut besuchtes Ausflugslokal.